# Lishogi
Lishogi（リー将棋）は、2020年に稼働したオープンソースのインターネット将棋サーバ、将棋対局サイトである。
ユーザーは匿名で将棋をプレイできるが、アカウント登録を行うことで、個人のレートに応じた対局マッチングを利用することもできる。
Lishogiの運営費用は寄付によって賄われており、アカウントを登録したユーザーは全機能を無料で利用できる。

## 概要
Lishogiはすでに稼働しているLichessの将棋版で、インターネットで将棋の対局をすることができる。
運営に必要な経費はLishogi内のユーザーの寄付によって賄われている。
寄付をしたユーザーをパトロンと呼び、パトロンになったユーザーはプロフィール画面に翼マークを取得することができる(通常ユーザ－は丸印)。

## 機能
Lishogiは、将棋の基本ルールの学習メニュー、タクティクス（詰将棋）、将棋の座標クイズ、将棋の動画集、検索機能、自己研究、棋譜解析などのトレーニング機能が提供されている。
将棋盤や駒、背景のデザインを選ぶことができる機能がある。棋譜のコンピュータ解析とAI対局には、やねうら王が使用されている。持ち時間の設定をフィッシャールールにすることもできる。